# Бржеский, Сергей Игнатьевич
Сергей Игнатьевич Бржеский (25 сентября (8 октября) 1900, Тула — 4 февраля 1985, Саратов) — советский театральный актёр, народный артист РСФСР (1957). Отец певицы Ирины Бржевской.

## Биография
Сергей Бржеский родился 25 сентября (8 октября) 1900 года в Туле.
В 1927 году окончил Центральный техникум театрального искусства в Москве (ныне ГИТИС).
С 1928 года начал свою творческую карьеру в московском Центральном театре рабочей молодёжи (ТРАМе). Первая сыгранная Бржеским роль — Ваня Шалаев в спектакле по пьесе «Шлак» Виталия Державина. Затем служил в Краснопресненском рабочем театре, Историко-революционном театре.
С 1937 года — актёр Саратовского театра драмы имени К. Маркса.
Член КПСС с 1941 года.
Сергей Бржеский выступал как чтец, в его творческом репертуаре были произведения Михаила Шолохова («Тихий Дон», «Поднятая целина», «Судьба человека»).
В 1958 году Бржеский стал лауреатом Всероссийского конкурса артистов-чтецов.
Сергей Бржеский преподавал сценическое мастерство в Саратовском театральном училище с 1940 по 1947 год.
Скончался 4 февраля 1985 года в Саратове на 85-м году 
жизни.

## Творчество

### Роли в театре
- «Шлак» В. П. Державина — Ваня Шалаев

#### Саратовский театр драмы имени К. Маркса
- 1944 — «Бесприданница» А. Н. Островского. Режиссёр: Андрей Ефремов — Василий Данилыч Вожеватов
- 1944 — «Поединок» братьев Тур. Режиссёр: Г. Н. Несмелов — полковник госбезопасности Зорин
- 1945 — «Последняя жертва» А. Н. Островского. Режиссёр: Андрей Ефремов — Лавр Мироныч Прибытков
- 1948 — «На всякого мудреца довольно простоты» А. Н. Островского. Режиссёр: Георгий Сальников — Нил Федосеевич Мамаев
- «Мёртвые души» по Н. В. Гоголю — Чичиков
- «Волки и овцы» А. Н. Островского — Мурзавецкий
- «На дне» М. Горького — Лука
- «Обыкновенный человек» Л. Леонова — Свёколкин
- «За тех, кто в море» Б. А. Лавренёва — Максимов
- «Московский характер» А. В. Софронова — Зайцев
- «Человек с ружьём» Н. Ф. Погодина — Ленин
- «Кремлёвские куранты» Н. Ф. Погодина — Ленин
- «Ленин в 1918 году» — Ленин
- «Незабываемый 1919» Вс. В. Вишневского — Ленин

## Фильмография
- 1968 — Громобой